# ツタン・カーメンの秘宝
『ツタン・カーメンの秘宝 失われた王宮/太陽の王子』（原題：The Curse of King Tut's Tomb）は、アメリカ合衆国、スペインのテレビ映画。
アメリカ合衆国では、2006年5月27日にホールマークチャンネルで放送された。

## キャスト
| 役名                         | 俳優                         | 日本語吹替 |
| ---------------------------- | ---------------------------- | ---------- |
| ダニー・フリーモント         | キャスパー・ヴァン・ディーン | 花輪英司   |
| アゼリア・バラカット         | レオノア・バレラ             | 山像かおり |
| モーガン・シンクレア         | ジョナサン・ハイド           | 金尾哲夫   |
| ジェイソン・マックグレービー | スティーヴン・ウォディントン |            |
| ネイサン・カーンズ           | マルコム・マクダウェル       | 金子由之   |
|                              | サイモン・キャロウ           |            |
|                              | パトリック・トゥーミー       |            |
|                              | デヴィッド・スコフィールド   |            |
| ツタンカーメン               | フランシスコ・ボッシュ       |            |

- その他の声の吹き替え：斉藤次郎／松本吉朗／飯島肇／福脇慶子／御園行洋／藤井啓輔／伴藤武／井田国男／中川大輔